# 瀧谷站 (福島縣)

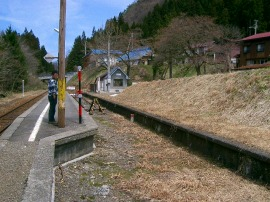
貨物月台與車站大樓

瀧谷站（日语：／ Takiya eki */?）是位於福島縣河沼郡柳津町大字鄉戶字居平丁294號，東日本旅客鐵道（JR東日本）的只見線車站。

## 歷史
- 1941年（昭和16年）10月28日：此一般車站啟用。
- 1971年（昭和46年）8月29日：售票和檢票業務，以及起卸貨物和行李起卸業務均終止。此站繼續設有運輸要員當值，用作交會電氣路籤之用。而急行「奧只見」停靠此站。
- 1987年（昭和62年）4月1日：伴隨國鐵分割民營化，車站由東日本旅客鐵道（JR東日本）營運。

## 車站構造
此站是地面車站，設有1面1線的單式月台。
此站是由會津坂下站管理的無人車站。曾經此站的單式月台原來是島式月台，當中另一邊的月台是貨物專用月台。現時候車室在貨運月台上。
在有人車站時代，此站曾經設有木造車站大樓，後來已經撤走，遺址興建了候車室。

## 使用狀況
在2004年度的1日平起乘車人次為16人。
| 乘車人員變化 | 乘車人員變化 |
| 年度         | 1日平均人次  |
| ------------ | ------------ |
| 2000         | 19           |
| 2001         | 22           |
| 2002         | 19           |
| 2003         | 19           |
| 2004         | 16           |

## 車站周邊
在此站至鄰站鄉戶站之間的路軌西邊與瀧谷川並行。從此站前往小出方向的路軌中，在離開車站後會越過瀧谷川橋樑和原谷隧道，離開隧道會繼續沿只見川旁並行。
- 瀧谷川橋樑
- 西山溫泉（日语：西山温泉 (福島県)）
- 福島縣道32號柳津昭和線（日语：福島県道32号柳津昭和線）
- 福島縣道345號鄉戶瀧谷停車場線（日语：福島県道345号郷戸滝谷停車場線）

## 相鄰車站
東日本旅客鐵道（JR東日本）
■只見線
鄉戶－瀧谷－會津檜原

## 注腳
1. ↑  第120回福島県統計年鑑 （页面存档备份，存于）（日語）

## 外部連結
- 車站資訊（瀧谷）：東日本旅客鐵道（日語）